# Cyber Team in Akihabara
Cyber Team in Akihabara (アキハバラ電脳組 Akihabara Dennō Gumi?) es una serie de anime creada por Tsukasa Kotobuki. El género al que pertenece puede ser descrito como magical girl, combinado con diversos elementos de mecha y moe.
Fue producida por Ashi Production y transmitida desde el 4 de abril de 1998 al 26 de septiembre del mismo año por la cadena TBS, con una duración de 26 episodios. En Latinoamérica la serie fue transmitida por el extinto canal de pago Locomotion. En 1999,  fue lanzada una película de una hora de duración llamada Cyber Team in Akihabara: Summer Days of 2011, producida por Production I.G. Posee un manga llamado "Akihabara Dennō Gumi PataPi!", que sirvió como medio de promoción de la serie; cuenta con diez capítulos publicados en la revista Nakayoshi de Kōdansha, dibujados por Tsukasa Kotobuki, posteriormente fueron recopilado en un tomo edición "deluxe".

## Argumento

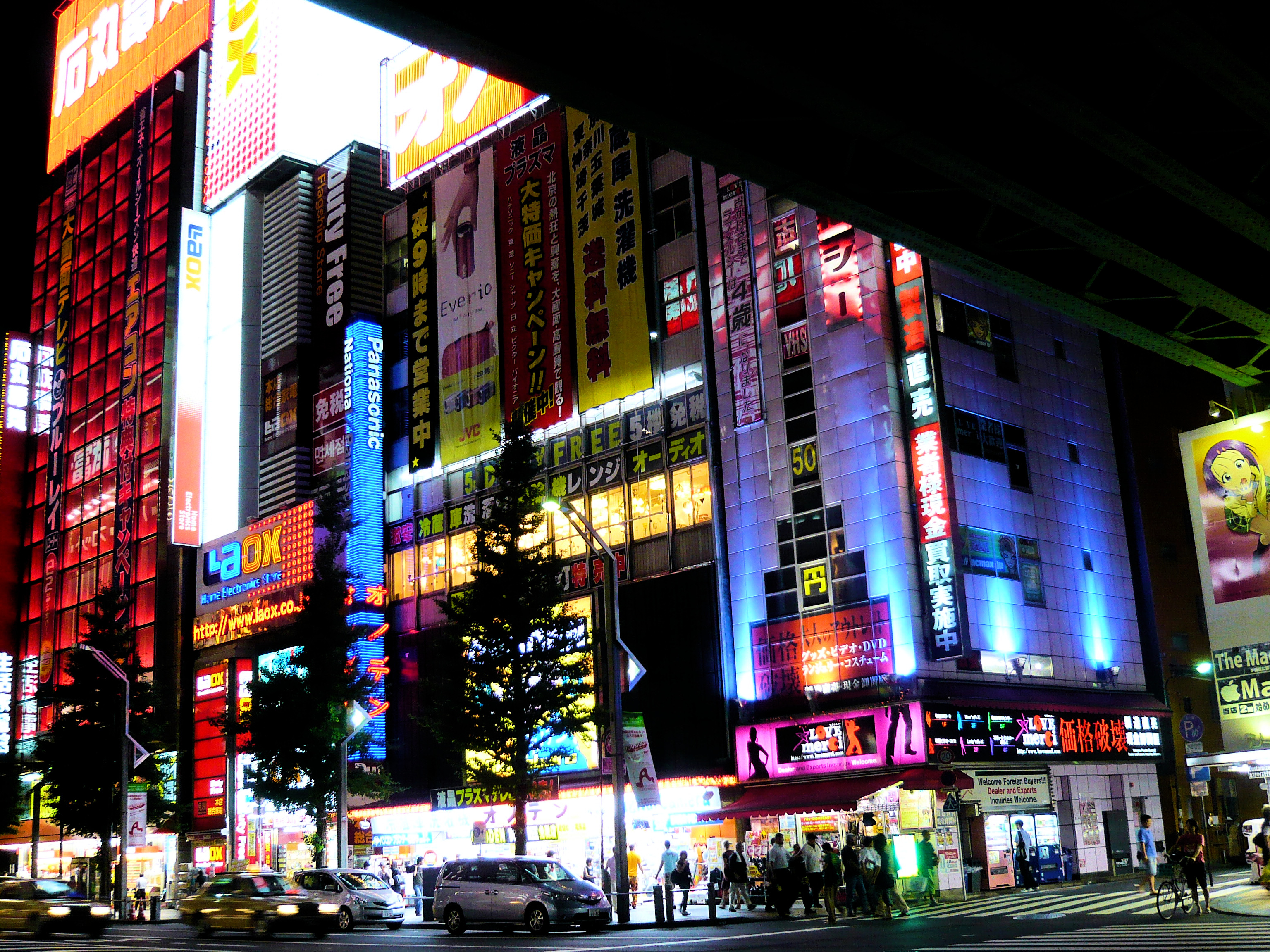
Akihabara, zona donde transcurre la historia.

La serie está ambientada en el año 2010, comenzando con las aventuras de la estudiante de trece años Hibari Hanakoganei que, como cualquier chica de su edad en la historia, vive en Tokio, en la zona de Akihabara, y aspira a tener una de las mascotas cibernéticas del momentos, llamadas Patapi. Dichas mascotas pueden ser personalizadas y equipadas con partes y piezas a la venta. Sin embargo, Hibari no tiene dinero para uno y solo puede admirar el ostentoso Patapi de su mejor amiga, Suzume.
Entonces una noche, de camino a casa, Hibari tiene una visión en la que un misterioso personaje aparece en una colina y lo reconoce como el príncipe de sus sueños. La visión desaparece, pero entonces una esfera brillante desciende del cielo y aterriza en sus manos: un Patapi, al que llama Densuke (en el episodio 16 del anime se revela que cuando ella tenía 4 años sus padres esperaban un bebé y ella quería llamarlo así, pero el bebé nunca nació). Más tarde descubre que no es un Patapi común y corriente, ya que cuando una misteriosa mujer enmascarada, Jun, confronta a Hibari para hacerse con el Patapi, invocando para ello a una criatura llamada Cerbero. Cuando todo falla, y debido al sentimiento de protección de Hibari hacia Densuke, una luz desciende sobre este y se transforma en una versión adulta de Hibari, equipada con una armadura y con grandes capacidades de combate, siendo llamada Diva. La aparición derrota a Cerbero y pone en fuga a la mujer, siendo todo ello visto por otro personaje denominado el Príncipe Negro, Takashi Ryuugazaki.
Los siguientes episodios se centran en la aparición de las Divas de Suzume y otras nuevas amigas de Hibari, Tsugumi y Kamome, con las que funda un grupo llamado Cyber Team in Akihabara para enfrentarse a sus misteriosos enemigos. Más tarde, la quinta integrante del grupo, Tsubame, es introducida como un enemigo desconocido del Cyber Team, y después de diversos incidentes se acaba uniendo a él. A medida que la serie avanza, parte de la trama se pone de manifiesto, usualmente revelada de forma oscura por el director de la escuela de Akihabara Washuu Ryuugazaki. Este demuestra ser Christian Rosenkreutz, el fundador de una antigua orden llamada Rosacruz, que fue capaz de conseguir la inmortalidad. Uno de sus miembros, Crane Van Straich (el príncipe de Hibari), disconforme con las motivaciones de sus superiores y el uso a las Divas que estos pudieran darles, abandonó la Tierra.
Posteriormente, se revela que las Divas pueden fusionarse con sus dueñas para formar la Diva completa, siendo solo posible para las elegidas, las Ánima Mundi, y poseen un corazón puro. A lo largo de la serie, solo Hibari y Tsubame logran la fusión (aunque todas son capaces de ello, demostrado en la película). Luego Takashi descubre que es un clon de Crane usado como herramienta por Rosenkreutz para despertar a las Divas, por lo que se rebela contra Rosenkreutz, acompañado de sus tres mujeres leales: Jun, Miyama y Hatoko. Tras confrontar y casi derrotar al Cyber Team, Rosenkreutz elimina a Takashi.
Hacia el final de la serie se revela que el director Washuu, Christian Rosenkreutz al mismo tiempo, es el artífice de toda la trama, y torna la escuela secundaria de Akihabara en un altar para el descenso del Primum Mobile, el castillo flotante de Crane. Entonces es revelado que Crane manipuló secretamente a Rosenkreutz, y este muere poco después. El plan de Crane, habiendo perdido la esperanza en la humanidad, era usar a las Divas (por medio de los Patapis) para encontrar a cinco chicas de corazones puros, las Ánima Mundi, que merecieran ir con él a un paraíso imperecedero. Crane lanza un ultimátum para que éstas acudan al Primum Mobile bajo la amenaza de arrasar el mundo, y Hibari y las suyas deciden ir con él. Pero a través de una serie de rememoranzas y recuerdos, Hibari y sus amigas concluyen que hay muchas cosas en su mundo que no están dispuestas a abandonar y se niegan a ir con Crane; para sorpresa de este, las Divas actúan por voluntad propia y se van en lugar del Cyber Team.
Pasado un tiempo, Crane aparece ante Hibari y declara que la humanidad aún tiene esperanza de mejorar, por lo que esperará algún milenio más antes de elegir a otras Ánima Mundi. Tras eso, devuelve los Patapis al Cyber Team in Akihabara del mismo modo en que entregó a Densuke a Hibari por primera vez, y vuelve al espacio.

## Personajes principales
- Hibari Hanakoganei (花小金井 ひばり Hanakoganei Hibari?) es el personaje principal de la serie y primer miembro del Cyber Team in Akihabara. En su vida diaria, Hibari es una chica algo torpe y soñadora, pero también muy alegre, amorosa y de gran corazón. Está enamorada de un misterioso "príncipe" que aparece en sus sueños, y es el que le entrega su Patapi, Densuke (デンスケ Densuke?), capaz de convertirse en la Diva Afrodita.
- Suzume Sakurajosui (桜女水 すずめ Sakurajasui Suzume?) es el segundo integrante del grupo. Es la mejor amiga de Hibari, a la que conoce desde la infancia, siendo a causa de ellos muy celosa con respecto a las demás amigas de Hibari. Suzume, a diferencia de ella, es inteligente, madura y proveniente de una familia de clase alta. Su Patapi, extensamente modificado, es Francesca (フランチェスカ Furanchesuka?), que se convierte en la Diva Hestia.
- Tsugumi Higashijuujou (東十条 つぐみ Higashijuujou Tsugumi?) es el tercer miembro del grupo. Es una chica fuerte y atlética, con una personalidad agresiva y competitiva; sus padres se decían a artes marciales mixtas y lucha libre profesional, y a causa de ello Tsugumi tiene una gran capacidad combativa. Adoradora de la música pop, suele estar enfrentada con Suzume. Su patapi es Tetsuro (テツロー Tetsuro?) (Tetsu para abreviar), que se convierte en la Diva Atenea.
- Kamome Sengakuji (泉岳寺 かもめ Sengakuji Kamome?) es la cuarta integrante del grupo. Proveniente de Osaka, Kamome está obsesionada con el dinero, siempre en busca de métodos para conseguirlo; se preocupa mucho de su silueta, y lleva siempre sujetadores de relleno, originando varios gags humorísticos. Su Patapi es Biriken (ビリケン Billiken?), capaz de convertirse en la Diva Anfitrite.
- Tsubame Otori (大鳥居 つばめ Ōtorii Tsubame?) es la quinta integrante del grupo. Tsubame es una chica extremadamente introvertida, silenciosa e inexpresiva. Inicialmente al servicio de Rosenkreutz, ataca al Cyber Team en varias ocasiones, hasta que conoce a Hibari, la primera persona en tratar a Tsubame como una persona normal. Esto ocasiona que, después de algunos enfrentamientos, nazca una amistad entre ellas y Tsubame sea incorporada al grupo. Su Patapi es Petit Ange (プティアンジュ Petianju?), que se transforma en la Diva Erinea.

## Contenido de la obra

### Anime
| Director                         | Yoshitaka Fujimoto                           |
| Creadores originales             | Tsukasa Kotobuki                             |
| Composición y guion              | Hiroshi Yamaguchi Katsumi Hasegawa           |
| Dirección artística              | Mitsuharu Miyamae                            |
| Animación y diseño de personajes | Tsukasa Kotobuki Seiji Kishimoto Keiji Gotoh |
| Diseño de color                  | Kazuhiro Konishi                             |
| Edición                          | Hiroshi Yamaguchi                            |
| Planificación                    | Katsuki Hasegawa                             |
| Efectos de sonido                | Hideyuki Tanaka                              |
| Música                           | Shinkichi Mitsumune                          |

El anime fue producido por Ashi Productions y TBS, fueron realizados 26 episodios los cuales fueron transmitidos desde el 4 de abril de 1998 al 26 de septiembre de ese mismo año por la cadena TBS.
En América Latina, la serie fue licenciada de TBS por el canal de pago Locomotion y estrenada el 5 de enero de 2002; fue emitida en japonés con subtítulos en español y sin censura. También se transmitió por AXN de Asia con algunas censuras, tuvo emisiones tanto en idioma original como con doblaje en inglés; dicho doblaje en inglés era diferente al realizado para Estados Unidos, el cual tuvo su transmisión por The Anime Network y fue lanzado en formato DVD. 

### Película
Su nombre es Akihabara Dennō Gumi -2011 nen no Natsuyasumi (Cyber Team in Akihabara - Vacaciones de verano del 2011), estrenada en Japón el 14 de agosto de 1999. Dura 64 minutos y la animación estuvo a cargo de Production I.G.
La película transcurre aproximadamente seis meses después del final de la serie, durante las vacaciones de verano para las cuales las chicas planean sus actividades. Presenta una historia independiente y autoconclusiva, aunque con algunos hilos inevitables que la conectan con la serie.
Hibari y Tsubame están en casa; Suzume se fue de vacaciones a las casas que tiene alrededor del mundo; Tsugumi participa en un torneo de karate y en un concurso de karaoke (aunque sin que sus amigas se enteren a excepción de Suzume); Kamome vende comida en Osaka junto a su abuelo; Uzura sigue en Akihabara.
De repente comienzan a aparecer unas grietas que rodean a la ciudad de Akihabara, que además crean problemas eléctricos, y tienen como centro, la escuela a la que asisten las chicas, lo que hace suponer que la causa de esto es el Primum Mobile (el castillo flotante en el que se aisló Crane). Por este motivo, las chicas deben viajar hacia el Primum Mobile para evitar la catástrofe que produciría el campo magnético que creó las grietas, ya que podría hacer que la ciudad se eleve hacia el espacio y que sucedan catástrofes naturales en todo Japón y el mundo.
La película, a diferencia de la serie, no contiene fanservice, como también posee algunas diferencias en el aspecto de sus personajes, como el caso del color del cabello de Tsubame y el color de los uniformes, en la serie cada una de ellas tiene un color de uniforme diferente, en la película todas llevan el mismo color.
En América Latina la película era distribuida por Xystus y se estrenó el 2 de junio de 2001 por Fox Kids y en el 2004 por I.Sat y fue emitida en versión doblada, siendo el doblaje realizado en México.

### Banda sonora
La banda sonora de Cyber Team in Akihabara fue compuesta por Shinkichi Mitsumune.
Durante toda la serie se presenta un único tema de apertura y varios temas de cierre:
- Opening: Birth por Masami Okui.
- Ending: Taiyou no Hana (太陽の花) por Masami Okui, esta canción se presenta a lo largo de la serie en tres versiones diferentes.
- Ending (capítulo 20): Cynthia ~ Aisuru Hito por Ritsuko Okazaki.

La película presenta un tema de cierre:
- Ending: Hot Spice por Masami Okui.

La banda sonora original de Cyber Team in Akihabara fue lanzada el 23 de noviembre de 2005.

### Manga
Llamado Akihabara Dennō Gumi PataPi!, fue serializado en la revista Nakayoshi de la editorial Kodansha. En esta ocasión no fue el manga el que inspiró la serie de TV, sino que se publicó de manera prácticamente simultánea con la emisión del anime.
Quedó recopilado en un único tomo formato deluxe, el cual reinterpreta la historia a lo largo de 11 capítulos incluyendo páginas a color. Si bien los roles y la trama se mantienen exactos al anime, el manga tampoco incluye fanservice y hace más hincapié en los Patapi y las protagonistas. Tal vez la mayor diferencia es que hace alusión al "Jinrui Minagoro Keikaru" (Proyecto Genocida), algo totalmente ausente en la versión animada. El dibujo y guion corrió a cargo del propio Tsukasa Kotobuki.

### Videojuego
Llamado Akihabara Dennō Gumi PataPies!, fue lanzado a la venta el 19 de julio de 1999 y desarrollado por Sega para su consola Dreamcast. Nunca se comercializó fuera de Japón.
Es un juego de estilo Tamagotchi pero más completo, que funciona como un simulador de vida de Patapi, en el cual el objetivo es hacer amistades jugando rompecabezas y minijuegos. Al principio del juego te entregan un Patapi, al que tienes que entrenar, cuidar y enseñar. Para esto habrá que jugar o hacer que tu Patapi pelee contra otros, usando VMU.